# Moinho de Maré da Mourisca

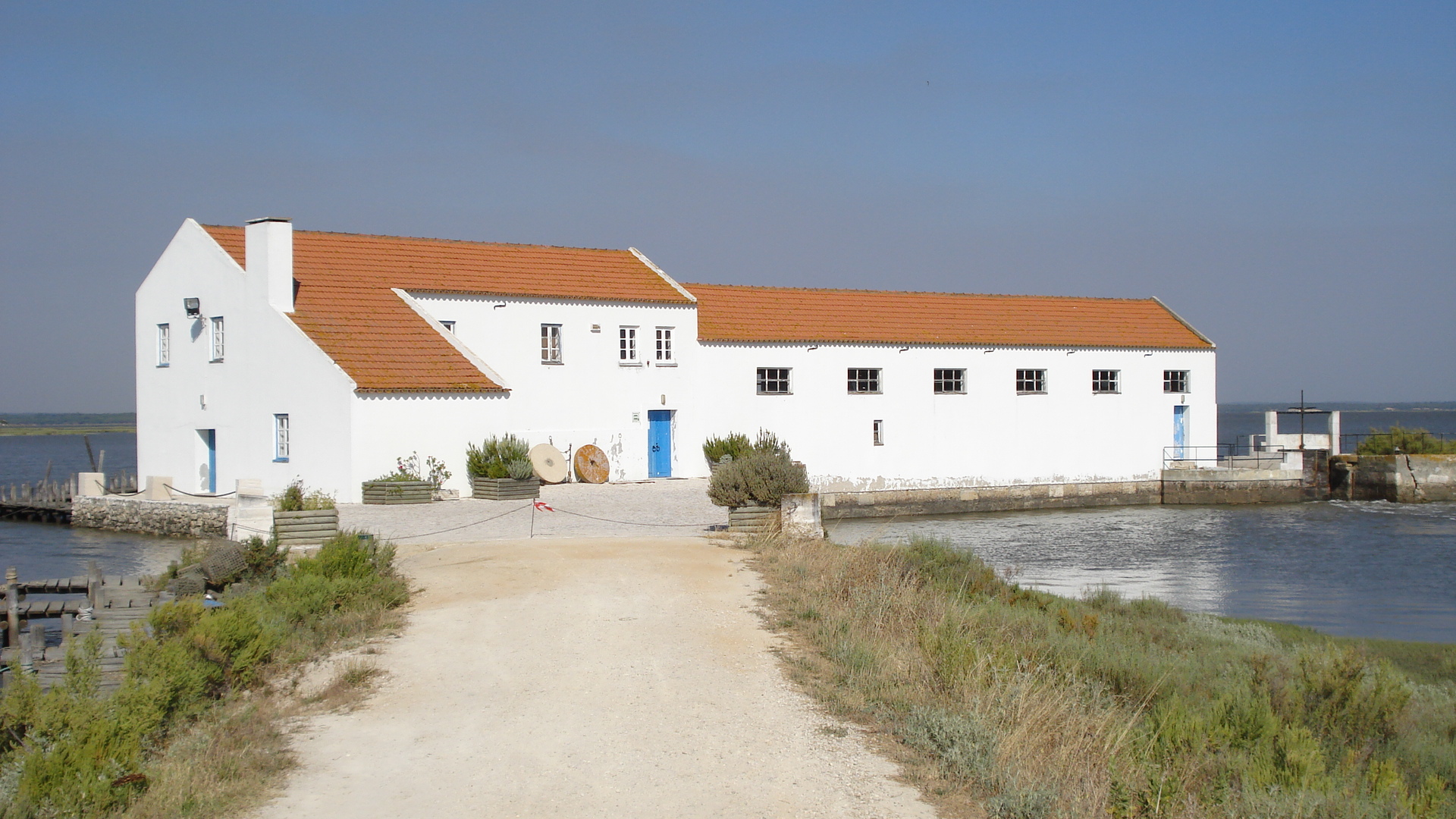
Moinho de maré da Mourisca

O Moinho de Maré da Mourisca é um moinho de maré localizado no estuário do rio Sado (Setúbal), numa zona de sapal e salinas, e de antigos arrozais.
No seu interior, uma inscrição em pedra mostra a data de 1601, o que coloca a sua construção original pelo menos no início do século XVII.
Este moinho, situado junto à localidade de Mourisca, é um exemplo do recurso às energias renováveis e não poluentes.

## De moinho a ecomuseu
A cessação progressiva da utilização para que foi concebido, substituído por novas técnicas e novos circuitos de produção, levou à degradação do edifício.
A Reserva Natural do Estuário do Sado procedeu à sua recuperação, nele funcionando actualmente um Ecomuseu — Centro de Educação Ambiental.
Este Centro, para além de uma exposição permanente sobre a reserva, natural, apresenta informação sobre as actividades tradicionais ligadas à moagem, ao fabrico do pão e ao sal e inclui uma sala de audiovisuais.

## Esteiros
A organização «Esteiros» realiza festas anuais que contribuem para manter o moinho.

## Projectos
Está em projecto, que ainda não foi possível concretizar, o reinício da moagem de cereais no moinho e o fabrico do pão nos fornos da padaria que existe no local.